# 惠特比鎮區 (北達科他州博蒂諾縣)
惠特比鎮區（英語：Whitby Township）是位於美國北達科他州博蒂諾縣的一個鎮區。

## 地方資料
惠特比鎮區的面積為93.93平方千米，皆為陸地。根據2020年美國人口普查的數據，當地共有人口13人，而人口密度為每平方千米0.14人。